# Hagen
Hagen è una città extracircondariale di 188 713 abitanti della Renania Settentrionale-Vestfalia, in Germania.

## Amministrazione

### Gemellaggi
- Liévin, dal 1960
- Kouvola, dal 1963-2009
- Montluçon, dal 1965
- Distretto di Steglitz-Zehlendorf di Berlino, dal 1967
- Bruck an der Mur, dal 1974
- Smolensk, dal 1985
- Modi'in, dal 1997

Hagen intrattiene un rapporto di "patronato" (Patenschaft) con i profughi tedeschi della città di Lyck (oggi Ełk, in Polonia).